# Johan Walhain
Josephus Johannes (Johan) Walhain (Meester Cornelis, 3 februari 1925 – Wassenaar, 22 december 1985) was een Nederlands acteur.
Johan Walhain begon zijn acteercarrière in 1946 bij het Nederlandsch Volkstooneel. Tot 1962 speelde hij in verschillende toneelgezelschappen. Hij speelde ook dikwijls mee in hoorspelen. Naast acteur was Walhain ook regisseur en docent aan de toneelschool in Arnhem.
Walhain overleed in 1985 aan de gevolgen van een hartaanval. Hij had zich toen wegens ziekte al geruime tijd teruggetrokken uit het openbare leven.

## Filmografie
- 1955: Opstand in de kribbe
- 1960: De bloeiende perzik
- 1961: De rinoceros
- 1963: Fietsen naar de maan
- 1964: De vlucht van de duif
- 1967: Gongslag middernacht
- 1969: De kleine zielen